# Grob G-120
Grob G 120 — німецький двомісний легкий навчальний літак, що був розроблений компанією Grob Aircraft у 1990-х роках. Літак призначений для використання в якості основного засобу навчання для пілотів військово-повітряних сил та цивільних авіаційних шкіл.
Особливістю цього літака є те, що він може виконувати різні види польотів, включаючи тренування пілотів в нелегких погодних умовах, виконання фігур вищого пілотажу і маневрів на малих швидкостях. Grob G 120 також має високу маневреність і дозволяє пілотам виконувати акробатичні маневри, такі як петлі, краплі, віражі і відвід.

## Характеристики
Літак має двигун Rotax 912, що дає йому можливість розвивати швидкість до 220 км/год і здійснювати польоти на висоті до 10 000 метрів. Гроб G 120 має довжину 7,47 метрів, розмах крила становить 8,6 метрів, а максимальна вага польоту складає 1200 кг.

## Варіанти
G 120 A
Версія з поршневим двигуном з шестициліндровим, чотиритактним, повітряно-охолоджуваним двигуном Lycoming AEIO-540-D4D5, який розганяє літак до швидкості 260 к.с. (194 кВт).
G 120TP
Версія з турбовальним двигуном з авіаційним двигуном Rolls-Royce 250-B17F, який розганяє літак до 456 к.с. (340 кВт) при зльоті.

## Особливість
Особливістю цього літака є те, що він може виконувати різні види польотів, включаючи тренування пілотів в нелегких погодних умовах, виконання фігур вищого пілотажу і маневрів на малих швидкостях. Гроб G 120 також має високу маневреність і дозволяє пілотам виконувати акробатичні маневри, такі як петлі, краплі, віражі і відвід. Також, він є досить популярним серед військових та цивільних пілотів для навчання, оскільки він є надійним, легким у керуванні і виконанні маневрів, а також має низьку вартість експлуатації. Він також може бути використаний для виконання міжнародних польотів на середні відстані, оскільки має достатній запас палива та надійну авіоніку.